# Frédéric Péchenard
Pour les articles homonymes, voir Péchenard.
Frédéric Péchenard, né le 12 mars 1957 à Neuilly-sur-Seine (Seine), est un homme politique français, membre du parti Les Républicains, ancien commissaire divisionnaire de police et haut fonctionnaire.
Commissaire de police de formation, il est par la suite promu au grade de commissaire divisionnaire, et nommé à l’emploi de contrôleur général puis directeur des services actifs de la Police nationale. Il est nommé préfet hors cadre et placé à la tête de la Direction générale de la Police nationale du 11 juin 2007 au 31 mai 2012, date à laquelle il est nommé délégué interministériel à la sécurité routière et délégué à la sécurité et à la circulation routières.

## Biographie

### Formation et vie privée
Il fait ses études secondaires à Paris dans le 17e arrondissement au lycée Carnot. Titulaire d'une maîtrise en droit, il entame sa carrière de commissaire de police à 24 ans en intégrant l'École nationale supérieure de la Police (ENSP) en 1981.
Dans un livre écrit en 2007, il revient sur son amitié avec l'ancien président de la République Nicolas Sarkozy. Il précise cependant : « Oui, Nicolas Sarkozy et Frédéric Péchenard c'est de l'histoire ancienne. On ne jouait pas ensemble dans la cour de la maternelle, ni dans celle de l'école primaire et encore moins au lycée, comme ont cru bon de l'affirmer certains médias. J'ai connu Nicolas Sarkozy ainsi que ses frères, quand sa mère, après son divorce, est venue s'installer (avec ses fils) […] à côté de chez nous. […] Bien que n'étant pas compagnon de jeu du petit Nicolas, je l'ai croisé de manière très régulière, comme ses frères Guillaume et François sans que notre camaraderie aille au-delà. Les années passant, nos rapports ont continué de s'inscrire dans une relation de proximité familiale. Bref, les Sarkozy ont toujours fait partie de mon environnement familial. Comme les Péchenard ont toujours fait partie du leur […]. Chacun suivant sa propre route, je ne verrai plus Nicolas durant une vingtaine d'années, entre 1981 et 2002, à une exception près : lors de la prise d'otages dans la maternelle de Neuilly ».

### Parcours professionnel
En 1983, il devient chef du commissariat Chaillot à Paris pendant un an. À 27 ans, il prend en main les unités de recherche de la 2e division de police judiciaire. En 1988, il est chef de section à la brigade des stupéfiants et du proxénétisme, pendant un an.
De 1990 à 1991, il est nommé chef de la section anti-terroriste (SAT) de la brigade criminelle. Il assume successivement les fonctions de chef adjoint à la brigade de recherches et d'intervention (1991-1994) et chef adjoint à la brigade criminelle entre 1994-1996.
En mai 1993, il est numéro 2 et adjoint de Jean-Marc Bloch à « l'antigang », autre nom de la Brigade de recherche et d'intervention de la Préfecture de police de Paris. Lors de la prise d'otages de la maternelle de Neuilly, il renoue avec son ami d'enfance Nicolas Sarkozy, qui est alors maire de Neuilly-sur-Seine.
En 1996, il est nommé à 39 ans chef de la brigade de la répression du banditisme et commissaire divisionnaire.
À partir de 2000, il est à la tête de la brigade criminelle à la Direction de la police judiciaire de la préfecture de police.
En décembre 2003, il est chargé des fonctions de sous-directeur des affaires économiques et financières (AEF), avant d'être promu contrôleur général en 2004. Il est nommé à 49 ans directeur des services actifs de la préfecture de police, chargé de la direction régionale de la police judiciaire.
Le 11 juin 2007, il est nommé directeur général de la police nationale. Par décret du 11 mars 2009, il est nommé préfet hors cadre, chargé d'une mission de service public relevant du Gouvernement. Il est maintenu dans ses fonctions de directeur général de la Police nationale.
Une polémique naît quant à des révélations sur une possible intervention au bénéfice de son fils dans la nuit du 17 au 18 février 2009 afin de lui éviter des poursuites et de le faire libérer, celui-ci se trouvant alors en garde à vue pour conduite en état d'ivresse et outrage à agent. Le parquet n'aurait pas été avisé des faits à sa demande et un policier aurait fait l'objet de pression pour abandonner sa plainte.
Il est remplacé le 30 mai 2012 par Claude Baland, 62 ans, préfet de carrière, qui a été directeur de l'administration de la police, entre 2001 et 2004. Ce changement fait suite à une proposition du nouveau ministre de l'Intérieur Manuel Valls. Il devient Délégué interministériel à la sécurité routière. Il est nommé, par arrêté du ministre de l’Intérieur en date du 18 juin 2012, président du Conseil supérieur de l’éducation routière. Quittant ces fonctions, il est nommé par décret du 4 décembre 2013 inspecteur général en service extraordinaire au sein de l'Inspection générale de l'administration.

### Vie politique
Début septembre 2013, il rejoint Nathalie Kosciusko-Morizet, candidate UMP pour les élections municipales de 2014 à Paris. Il figure en quatrième position sur la liste de la maire sortante UMP du 17e arrondissement, Brigitte Kuster. Le 30 mars 2014, il est élu conseiller de Paris.
Le 20 septembre 2014, peu après l'annonce de candidature de Nicolas Sarkozy à la présidence de l'UMP, Frédéric Péchenard devient son directeur de campagne. Après sa victoire, Frédéric Péchenard devient directeur général de l'UMP, qui devient Les Républicains. En septembre 2015, il devient secrétaire départemental de la fédération Les Républicains de Paris.
Élu conseiller régional d'Île-de-France sur la liste parisienne de Valérie Pécresse (Les Républicains) aux élections de décembre 2015, il devient le 18 décembre vice-président de cette assemblée, chargé de la sécurité.
À la suite de la victoire de François Fillon à la primaire de la droite et du centre de 2016, Frédéric Péchenard est remplacé le 28 novembre 2016 par Patrick Stefanini comme directeur général des Républicains. En janvier 2017, il intègre le pôle projet de la campagne de François Fillon sur le sujet de la sécurité.
Pour les élections sénatoriales de 2017, il est no 3 à Paris de l'une des trois listes de droite qui se présentent (« Liste "Les Républicains" conduite par Pierre Charon »).
Emmanuel Macron envisage en octobre 2018 de le nommer ministre de l'Intérieur, mais choisit finalement Christophe Castaner.
Il figure en 9e position sur la liste de l'Union de la droite et du centre pour les élections européennes de 2019.
Le 23 octobre 2019, il est nommé vice-président du parti Les Républicains. En octobre 2020, après l'agression de policiers à Herblay et l'attaque d'un commissariat à Champigny-sur-Marne, il déclare que « le choix qui a été fait de ne pas riposter n'est pas admissible » considérant comme « très préoccupant[e] » l'augmentation de la violence de façon générale et l'augmentation de la violence contre les policiers.
Il soutient Valérie Pécresse au congrès des Républicains de 2021 en vue de l'élection présidentielle de 2022,.

## Distinctions
- Officier de la Légion d'honneur en 2011[21] (chevalier en 2004)
- Officier de l'ordre national du Mérite
- Officier des Palmes académiques
- Médaille de la Gendarmerie nationale
- Médaille de la Sécurité intérieure, échelon or avec agrafe "Secrétariat général" (2022)[22]
- Médaille d'honneur de la police nationale

## Controverses
Dans la nuit du 17 au 18 février 2009, le fils de Frédéric Péchenard est interpellé en état d'ivresse par la police pour avoir conduit  son scooter sur le trottoir des Champs-Élysées. Il insulte et menace les agents de police. Emmené au poste, l'officier de police judiciaire en charge reçoit des instructions de ne pas le placer en garde à vue et de ne pas suivre la procédure normale. Un des gardiens de la paix injurié décide de porter plainte pour outrage. Frédéric Péchenard arrive à 2:50, s'isole avec ce policier puis récupère son fils. Aucune trace de plainte n'a été trouvée au parquet. Les policiers du commissariat du VIII° reçoivent l'ordre d'oublier cette affaire qui devient publique l'année suivante,.
Le statut polemique est non évident. Le 9 septembre 2011, il a reconnu sur France Info avoir demandé à la Direction centrale du Renseignement intérieur (DCRI) d’identifier le haut fonctionnaire qui avait informé un journaliste du quotidien Le Monde au sujet de l'affaire Woerth-Bettencourt. Il expliquait dans Le Journal du dimanche, le 21 janvier 2012 avoir « demandé aux services de renseignements non pas d’espionner des journalistes, mais d’identifier une personne au sein de l’appareil d’État, qui, en violant le secret professionnel, le secret de l’instruction mais aussi une certaine éthique, a fourni des informations confidentielles. Les services de renseignements ont identifié quelqu’un que l’on pouvait soupçonner, puis ont donné ces informations, conformément à l’article 40 du code de procédure pénale, au procureur de la République ». Finalement, Frédéric Péchenard est totalement blanchi.

## Publications
- Piège pour une flic (un roman policier), en collaboration avec Luc Jacob-Duvernet, Éditions Anne Carrière, 2003.
- Gardien de la Paix (récit de ses vingt-cinq années passées au sein de la PJ parisienne), Éditions Michel Lafon, septembre 2007.
- Lettre à un jeune flic (Témoignages), Tallandier, septembre 2019.